# ...Pseudofabulă
...Pseudofabulă este al șaselea material discografic al formației Roșu și Negru, apărut la Electrecord în anul 1985. Totodată, acesta este primul disc LP cu piese Roșu și Negru din cele trei publicate pe parcursul anilor '80. Albumul a apărut pe piață fără consultarea formației și conține hit-uri înregistrate în Radio, în perioada 1978–1984. Piesele „La poarta vieții”, „La modă”, „Lumea basmului” și „Miracolul suprem” au beneficiat de videoclipuri.

## Lista pieselor
1. Pseudofabulă (Adrian Ordean / Traian Furnea)
2. Iubirea cere pace planetară (Liviu Tudan / Lucian Avramescu)
3. Într-o gară de metrou (Liviu Tudan / Eugen Rotaru)
4. La poarta vieții (Liviu Tudan / Eugen Dumitru)
5. Aripi de pace (Liviu Tudan / Nicolae Popeneciu)
6. La modă (Liviu Tudan / Letiția Firiuță)
7. Lumea basmului (Liviu Tudan / Liviu Tudan)
8. Miracolul suprem (Liviu Tudan / Daniela Crăsnaru)
9. Copilul și soarele (Liviu Tudan / Corina Brăneanu)
10. Pasărea iubirii (Liviu Tudan / Letiția Firiuță)
11. Voinicul (Liviu Tudan / Liviu Tudan)

## Componența formației
- Liviu Tudan – vocal (toate piesele, cu excepția „Pseudofabulă”), chitară bas, claviaturi, lider
- Adrian Ordean – chitară solo („Pseudofabulă”, „Iubirea cere pace planetară”, „Într-o gară de metrou”, „La poarta vieții”, „Aripi de pace”, „La modă”, „Pasărea iubirii” – suprapunere rifuri adiționale), vocal („Pseudofabulă”)
- Gabriel Nacu – chitară ritm („Într-o gară de metrou”, „La poarta vieții”, „Aripi de pace”, „La modă”)
- Dan Bădulescu – chitară („Lumea basmului”, „Pasărea iubirii”, „Voinicul”)
- Florin Ochescu – chitară („Miracolul suprem”, „Copilul și soarele”)
- Dorel Vintilă Zaharia – baterie („Pseudofabulă”, „Iubirea cere pace planetară”, „La poarta vieții”, „Aripi de pace”, „Lumea basmului”, „Miracolul suprem”, „Copilul și soarele”, „Pasărea iubirii”)
- Liviu Hrișcu – baterie („Într-o gară de metrou”, „La modă”)
- Nelu Dumitrescu – baterie („Voinicul”)
- Nicolae Enache – claviaturi („Lumea basmului”)

## Piese filmate
- „Miracolul suprem” – filmare TVR, 1980, pentru emisiunea O lume minunată. Componența din filmare: Liviu Tudan (chitară bas, vocal), Nuțu Olteanu (chitară solo), Dan Bădulescu (chitară, voce), Dorel Vintilă Zaharia (baterie).
- „Într-o gară de metrou” – filmare TVR, difuzare: iulie 1982.
- „La poarta vieții” – filmare TVR, 1982. Componența din filmare: Liviu Tudan (chitară bas, vocal), Adrian Ordean (chitară solo, voce), Gabriel Nacu (chitară ritm), Dorel Vintilă Zaharia (baterie, voce).
- „La modă” – filmare TVR, vara lui 1984, pentru Revelion 1985, în aceeași componență.
- „Lumea basmului” – filmare TVR, vara lui 1984, pentru Revelion 1985, în aceeași componență.
- „Iubirea cere pace planetară” – filmare TVR, 1986, pentru emisiunea O planetă a iubirii (realizator: Titus Munteanu). Componența din filmare: Liviu Tudan (vocal), Adrian Ordean (chitară solo), Mircea Marcovici (chitară bas), Cornel Cristei (claviaturi), Dorel Vintilă Zaharia (baterie).

## Piese aflate în topuri
Topul Săptămîna RST '81 (aprilie 1982):
- „Voinicul” – melodia anului: #9

Topul Săptămîna (în ordine cronologică):
- „Copilul și soarele” (perioada octombrie–decembrie 1979): #1
- „Lumea basmului” (perioada februarie–mai 1980): #1
- „Pasărea iubirii” (cu titlul „Ca o vrajă”, perioada iunie–august 1980): #3
- „Voinicul” (perioada noiembrie 1980–ianuarie 1981): #1
- „La modă” (perioada 1 iulie–30 septembrie 1982): #1
- „Iubirea cere pace planetară” (perioada 28 octombrie–29 decembrie 1983): #6 (25 noiembrie–15 decembrie 1983)
- „Pseudofabulă” (perioada 16 martie–26 iulie 1984): #1 (20 aprilie–10 mai 1984)
- „Aripi de pace” (perioada 27 iulie–4 octombrie 1984): #4 (23–30 august 1984)

Piesele „Iubirea cere pace planetară”, „Aripi de pace”, „Copilul și soarele” și „Pasărea iubirii” au apărut în variante reorchestrate pe albumul Tribut lui Liviu Tudan – Roșu și Negru (lansat la casa de discuri Roton în anul 2007). Ele sunt interpretate de alți soliști vocali: Cristi Minculescu (Iris), Mihai „Miță” Georgescu (Bere Gratis), Adrian Despot (Vița de Vie), respectiv Ioan Gyuri Pascu.